# Аберо, Матиас
Матиас Николас Аберо Вилан (исп. Mathías Nicolás Abero Villan; род. 9 апреля 1990, Монтевидео) — уругвайский футболист, защитник клуба «Серро».

## Клубная карьера
Аберо — воспитанник клуба «Насьональ». В 2009 году для получения игровой практики он на правах аренды был отдан в столичный «Расинг». 20 февраля 2010 года в матче против «Серрито» Матиас дебютировал в уругвайской Примере. 7 мая 2011 года в поединке против «Данубио» Аберо забил свой первый гол за «Расинг». В 2011 году Матиас вернулся в «Насьональ». 27 августа в матче против «Серро» он дебютировал за родную команду. 9 октября в поединке против «Рентистас» Аберо забил свой первый гол за «Насьональ». В этом же сезоне он помог команде выиграть чемпионат.
Летом 2012 года Аберо перешёл в итальянскую «Болонью». Сумма трансфера составила 900 тыс. евро. 1 сентября в матче против «Милана» он дебютировал в итальянской Серии A. Летом 2013 года для получения игровой практики Матиас перешёл в «Авеллино 1912». 8 сентября в матче против «Тернаны» он дебютировал в Серии B. Сыграв всего в двух поединках Аберо вернулся в «Болонью», которая к тому времени вылетела из элиты. 18 октября 2014 года в матче против «Варезе» он забил свой первый гол за клуб.
Летом 2015 года Аберо вернулся в родной «Насьональ». Через полгода Матиас подписал контракт с аргентинским «Атлетико Рафаэла». 5 февраля в матче против «Уракана» он дебютировал в аргентинской Примере. 5 марта в поединке против «Сан-Мартин Сан-Хуана» Аберо забил свой первый гол за «Атлетико Рафаэла».

## Международная карьера
В 2011 году Матиас завоевал бронзовые медали на Панамериканских играх в Гвадалахаре. На турнире он сыграл в матчах против Тринидада и Тобаго, Эквадора, Мексики, Аргентины и Коста-Рики. В поединках против мексиканцев и тринидадцев Аберо забил по голу.

## Достижения
Командные
«Насьональ»
- Чемпионат Уругвая по футболу — 2011/2012

Международные
Уругвай (до 23)
- Панамериканские игры — 2011